# Kreisgericht Stallupönen
Das Kreisgericht Stallupönen war ein preußisches Kreisgericht in der damaligen Provinz Preußen mit Sitz in Stallupönen.

## Geschichte
In Stallupönen bestanden bis 1849 das königliche Land- und Stadtgericht Stallupönen sowie viele Patrimonialgerichte.
1849 wurden in Preußen einheitlich Kreisgerichte geschaffen. Hierbei wurde die Patrimonialgerichtsbarkeit abgeschafft und die Patrimonialgerichte wurden aufgehoben. Auch die eingangs genannten Gerichte wurden aufgehoben und es entstand das Königliche Kreisgericht Stallupönen. Es war für den Landkreis Stallupönen zuständig.
Schwurgerichtssachen wurden beim Kreisgericht Insterburg verhandelt. Am Gericht waren 1870 ein Direktor und sechs Kreisrichter eingesetzt. 1870 betrug die Zahl der Gerichtseingesessenen 44.463.
Im Rahmen der Reichsjustizgesetze wurde das Gerichtswesen in Deutschland 1879 vereinheitlicht. Damit wurde das Kreisgericht Stallupönen aufgehoben und das königlich preußische Amtsgericht Stallupönen mit Wirkung zum 1. Oktober 1879 als eines von sechs Amtsgerichten im Bezirk des Landgerichtes Insterburg als Nachfolger gebildet.